# Claudia (nombre)
Claudia es un nombre propio femenino, originado en la gens romana Claudia. Parece provenir del latín claudere; cerrar.
Claudia fue una familia patricia y plebeya romana. Los Claudios Patricios fueron de origen sabino y llegaron a Roma el 504 a. C. y fueron aceptados entre los patricios.

## Santoral
- 20 de marzo, Santa Claudia de Ancira, virgen y mártir; "en Ancira, Galacia, los mártires Teodoto y Tecusa, su tía, y Alejandra, Claudia, Faína, Eufrasia, Matrona y Julita, vírgenes.(c. 303)".

- 6 de agosto, Santa Claudia de Roma, hija del rey Caractaco, a quien el general romano Aulo Plaucio derrotó y envió prisionero a Roma con su familia en el año 51. El emperador Claudio los puso en libertad. Una de las hijas de Caractaco se quedó en Roma y fue bautizada con el nombre de Claudia.

## Variantes
Masculino: Claudio

### Variantes en otros idiomas
Claudia en otros idiomas:
- Rumano:Claudia
- Catalán: Clàudia
- Francés: Clodette, Claudine, Claudette, Clawdeen, Claudia
- Inglés: Claudia
- Italiano: Claudia
- Alemán: Claudia
- Latín: Claudia

## Famosas
- Claudia, hija de Nerón con su segunda esposa.
- Claudia, ciudadana romana.
- Claudia Procula (6 D.C.) cónyuge de Poncio Pilato.
- Claudia Sessa (1570-1619), monja, compositora y cantante italiana.
- Claudia Cardinale (1938-), actriz italiana.
- Claudia Lapacó (1940-), actriz y bailarina argentina.
- María Claudia Falcone (1960-1977), estudiante Secundaria y Detenida-desaparecida durante la Noche de los Lápices en Argentina.
- Claudia Sheinbaum (1962-), política mexicana.
- Claudia Ramírez (1964-), primera actriz mexicana conocida por dar vida a Rebeca Murillo en la telenovela El color de la pasión, grabada por Televisa en México (2014).
- Claudia Amengual (1969-), escritora uruguaya.
- Claudia Schiffer (1970-), modelo alemana.
- Claudia Acuña (1971-), cantante chilena de jazz.
- Claudia Conserva (1974-), animadora chilena.
- Claudia Leitte (1980-), cantante brasileña.
- Claudia Megrè (1986-), cantante italiana procedente de Nápoles.
- Claudia Alvariño Díaz (1987-), actriz cubana.
- Claudia Wolf, la antagonista del videojuego Silent Hill 3.